# Lezuza
Lezuza és un municipi de la comarca del Campo de Montiel, al nord-oest de la província d'Albacete. Té 1.715 habitants. Està situada a 912 metres d'altitud sobre el nivell del mar i a 51 km d'Albacete.
A més del nucli urbà de Lezuza, el municipi ho componen les pedanies de Tiriez (604 hab.), La Yunquera (73 hab.), Valdelaras de Arriba (13 hab.) i Valdelaras de Abajo (2 hab.). És travessat pel riu del mateix nom, riu Lezuza.
Disposa d'importants excavacions arqueològiques de la ciutat iberoromana de Libisosa.